# American Kennel Club
American Kennel Club (AKC) é um dos maiores clubes de registro genealógico de cães de raça pura do mundo, e o maior e mais antigo dos Estados Unidos. Fundado em 1884, o AKC registrou só em 2006 mais de 900 mil cães, dos quais os números maiores foram da raça de cão de caça  Retriever do Labrador (123.760) e da raça Yorkshire Terrier (48.346). 
O AKC é um kennel clube independente assim como o The Kennel Club do Reino Unido, mas possui uma parceria firmada recentemente com a FCI apesar de não fazer parte da mesma. O AKC reconhece ao total 190 raças de cães.
Além de manter seu stud book e emitir pedigrees, e ser confederação de Kennels, promove também eventos de shows de conformação para cães de raça pura, inclusive o prestigioso Westminster Kennel Club Dog Show, um evento anual oficial do AKC, e o AKC/Eukanuba National Championship.
Recentemente o American Kennel Club criou um novo programa para registrar raças puras raras ainda não aceitas pelo clube, segundo consta no seu site oficial:

“O American Kennel Club criou o Foundation Stock Service® (FSS®) para atender às necessidades dos criadores de raças raras de hoje. O Foundation Stock Service® é um serviço de manutenção de registros opcional para todas as raças puras que atualmente não podem ser registradas no American Kennel Club.”— American Kennel Club akc.org
No Brasil e em Portugal, como em praticamente todo o restante do mundo, existem órgãos similares (CBKC no Brasil), mas que são filiados à FCI.